# Ibarra (Spagna)
Ibarra è un comune spagnolo di 4 208 abitanti situato nella comunità autonoma dei Paesi Baschi.